# Ianuarie 1991
Acest articol este generat integral pe baza informațiilor din articolul 1991 și este actualizat periodic de un robot.
 Editările făcute în articol vor fi șterse la următoarea actualizare! Dacă doriți să faceți modificări, editați articolul-sursă.

ianuarie -
februarie -
martie -
aprilie -
mai -
iunie -
iulie -
august -
septembrie -
octombrie -
noiembrie -
decembrie
Ianuarie 1991 a fost prima lună a anului și a început într-o zi de marți.

## Evenimente
- 10 ianuarie: Guvernul României liberalizează exporturile și importurile.
- 12 ianuarie: Congresul american a răspuns pozitiv demersului propus de președintele George H. W. Bush, de a lua parte la confruntările militare din Golful Persic.
- 13 ianuarie: Trupele sovietice au ocupat Departamentul Securității Statului (tipografia din Vilnius). A avut loc atacul asupra televiziunii și centrului de presă din Vilnius, soldat cu morți și răniți.
- 16 ianuarie: Lansarea operațiunii „Furtună în deșert” (ora 3:00, ora Bagdadului) pentru eliberarea Kuweitului, invadat la 2 august 1990 de Irak. Are loc primul atac aerian declanșat de coaliția internațională (SUA, Marea Britanie, Arabia Saudită, Kuweit) împotriva Irakului.
- 17 ianuarie: Harald al V-lea al Norvegiei devine rege după moartea tatălui său, Olav al V-lea.
- 30 ianuarie: La Bruxelles, „Grupul celor 24” hotărăște să includă România între țările est-europene beneficiare de asistență în cadrul programului PHARE, program inițiat în 1989 și având în vedere ajutorarea prin credite și asistență tehnico–economică a fostelor țări socialiste.

## Nașteri
- 3 ianuarie: Candelaria Molfese, actriță, cântăreață și balerină argentiniană
- 5 ianuarie: Denis Alibec, fotbalist român (atacant)
- 5 ianuarie: Alexandru Sorian (Alexandru Ioan Sorian), fotbalist român
- 6 ianuarie: Jeroen Zoet, fotbalist neerlandez (portar)
- 7 ianuarie: Clément Grenier, fotbalist francez
- 7 ianuarie: Eden Hazard, fotbalist belgian
- 7 ianuarie: Caster Semenya, atletă sud-africană
- 8 ianuarie: Stefan Savić, fotbalist muntenegrean
- 9 ianuarie: Álvaro Soler, cântăreț spaniolo-german
- 9 ianuarie: Amel Tuka, atlet bosniac
- 9 ianuarie: Alvaro Solar, cântăreț spaniol de muzică pop
- 10 ianuarie: Codruț Cioranu (Codruț Sebastian Cioranu), fotbalist român
- 11 ianuarie: Bekim Abdyl Balaj, fotbalist albanez (atacant)
- 11 ianuarie: James Honeybone, scrimer britanic
- 14 ianuarie: Adrian Viciu (Adrian Ioan Viciu), fotbalist român (portar)
- 14 ianuarie: Andrei Voican, fotbalist român (atacant)
- 15 ianuarie: Maxim Antoniuc, fotbalist din R. Moldova (atacant)
- 15 ianuarie: Marc Bartra Aregall, fotbalist spaniol
- 16 ianuarie: Nemanja Miletić, fotbalist sârb
- 17 ianuarie: Esmir Ahmetović, fotbalist bosniac
- 18 ianuarie: Mitchell Duke, fotbalist australian
- 19 ianuarie: Petra Martić, jucătoare croată de tenis
- 21 ianuarie: Kabiru Akinsola (Kabiru Akinsola Olarewaju), fotbalist nigerian (atacant)
- 21 ianuarie: Ana Gros, handbalistă slovenă
- 24 ianuarie: Jan Beleniuk, luptător ucrainean
- 24 ianuarie: Valeriu Lupu, fotbalist român
- 26 ianuarie: Alex Sandro (Alex Sandro Lobo Silva), fotbalist brazilian
- 28 ianuarie: Wan Zack Haikal, fotbalist malaysian
- 28 ianuarie: Jordan Mustoe, fotbalist britanic
- 31 ianuarie: Anastasia Dmitruk, poetă ucraineană

## Decese
- 1 ianuarie: Tatiana Baillayre, 74 ani, artistă română (n. 1916)
- 4 ianuarie: Berry Kroeger, 78 ani, actor american (n. 1912)
- 4 ianuarie: Stefan Żółkiewski (Stefan Jakub Żółkiewski), 79 ani, istoric polonez (n. 1911)

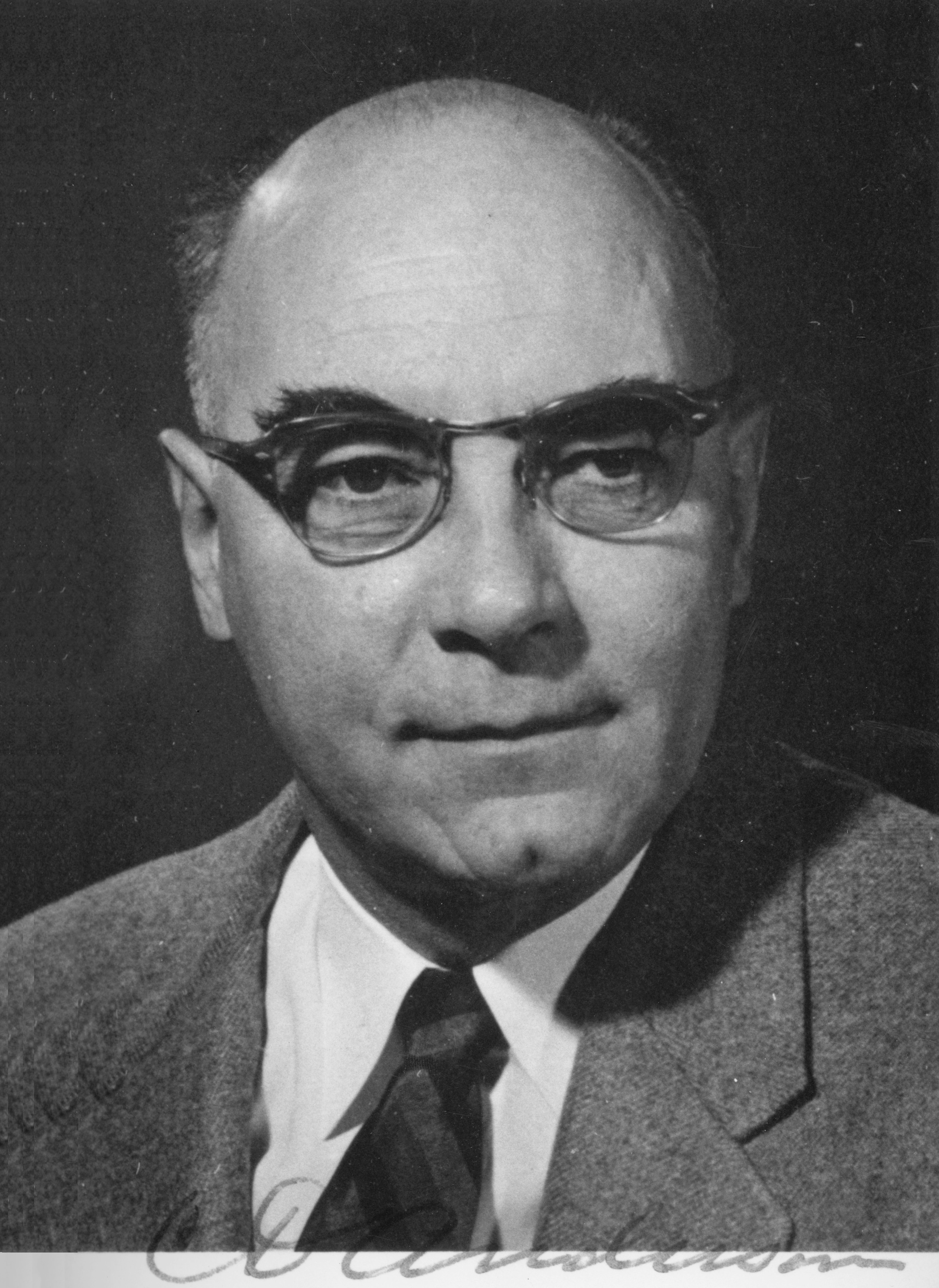
Carl David Anderson, fizician american, laureat al Premiului Nobel
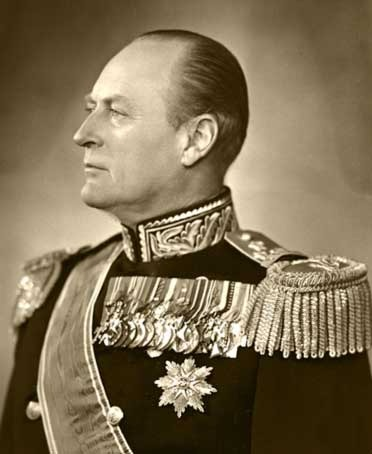
Regele Olav al V-lea al Norvegiei
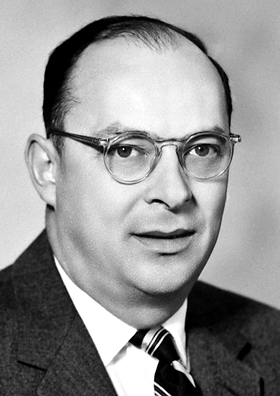
John Bardeen, fizician și inginer american, singura persoană care a câștigat de două ori Premiul Nobel pentru Fizică (1956 și 1972)

- 5 ianuarie: Vasile „Vasko” Popa, 68 ani, poet sârb de etnie română (n. 1922)
- 9 ianuarie: Mircea Ciobanu, 40 ani, pictor, sculptor, scriitor, eseist român (n. 1950)
- 9 ianuarie: Daigoro Kondo, 83 ani, fotbalist japonez (n. 1907)
- 9 ianuarie: Mircea Ciobanu, pictor, sculptor, scriitor, eseist român (n. 1950)
- 11 ianuarie: Carl David Anderson, 85 ani, fizician american, laureat al Premiului Nobel (1936), (n. 1905)
- 12 ianuarie: Jorj Voicu, 52 ani, actor român (n. 1938)
- 15 ianuarie: Iuliu Podlipny, 92 ani, pictor român (n. 1898)
- 17 ianuarie: Regele Olav al V-lea al Norvegiei (n. Alexander Edward Christian Frederik), 87 ani (n. 1903)
- 21 ianuarie: Principesa Ileana a României (Maica Alexandra), 82 ani, arhiducesă de Austria și stareță ortodoxă (n. 1909)
- 22 ianuarie: Robert Choquette, 85 ani, diplomat canadian (n. 1905)
- 29 ianuarie: Inoue Yasushi, 83 ani, scriitor japonez (n. 1907)
- 29 ianuarie: Yasushi Inoue, scriitor japonez (n. 1907)
- 30 ianuarie: John Bardeen, 82 ani, fizician și inginer american, singura persoană care a câștigat de două ori Premiul Nobel pentru Fizică (1956 și 1972), (n. 1908)
- 31 ianuarie: Justin Apostol, 69 ani, fotbalist român (portar), (n. 1921)